# Amata libanotica
Amata libanotica är en fjärilsart som beskrevs av Bang-haas 1906. Amata libanotica ingår i släktet Amata och familjen björnspinnare. Inga underarter finns listade i Catalogue of Life.